# Society 1
Society 1 ist eine US-amerikanische Metal-Band aus Los Angeles, Kalifornien, die im Jahr 1998 gegründet wurde.

## Geschichte
Nach der Beendung seiner Karriere als Porno-Produzent, beschloss der Sänger Matt „The Lord“ Zane im Jahr 1998 zusammen mit dem Bassisten Justin Reynolds, dem Gitarristen Devin Norris  und dem Schlagzeuger Jame Potter die Band Society 1 zu gründen. Bei Zanes eigenem Label, das den Namen Inzane Records trug, erschien 1999 das Debütalbum Slacker Jesus. Das Album wurde von den TV-Sendern MTV und VH1, sowie den Zeitschriften Billboard, Rolling Stone, Spin, Revolver und Kerrang behandelt. Nach der Veröffentlichung folgten Auftritte zusammen mit Pro-Pain und Pissing Razors. Als Keyboarder kam Sin Quirin zur Besetzung, welcher zur E-Gitarre wechselte, nachdem Norris die Band verlassen hatte. Zudem spielte den Bass nun Aleister, während Dagon das Schlagzeug übernahm. Über Earache Records folgte mit Exit Through the Fear das zweite Studioalbum. Als weiterer Schlagzeuger war auf dem Album zudem Edsel Dope von Dope zu hören. Das Lied Nothing erhielt zudem ein Musikvideo, das mehrfach in der Sendung Uranium auf Fuse TV ausgestrahlt wurde. Zane hatte sich mit „Lord Nexus“ mittlerweile ein Pseudonym zugelegt. Der Veröffentlichung folgten Konzerte, wobei Zane gelegentlich auch Backstage-Pornos mit Groupies drehte. Von Oktober bis Dezember 2002 ging es auf eine Tour durch Nordamerika, zusammen mit Dope, Primer 55 und Skinlab. Schlagzeuger Dagon fiel aufgrund einer Knöchelverletzung aus, weshalb Preston Nash von Primer 55 aushalf. Nachdem Dagon wieder gesundet war, folgten Auftritte im April 2003 in den USA zusammen mit Pissing Razors und 40 Grit. Im August und November folgten weitere Konzerte zusammen mit Zug Izland bzw. Twizted. Bei letzteren Auftritten konnte Dagon erneut nicht teilnehmen, weshalb Adrian Ost von Powerman 5000 hierfür den Schlagzeugerposten besetzte. Im März 2004 sang Zane bei einem Konzert in Los Angeles drei Lieder, bei denen er 30 Fuß über der Bühne an sechs Fleischerhaken aufgehängt war. Dies war eine Anlehnung an das Musikvideo zu Nothing. Bei dem Auftritt war zudem Jay Gordon als Gastsänger anwesend. Vor der Show hatte der Bassist Aleister die Band verlassen und wurde durch Dirt ersetzt. Nach diesem Auftritt begab sich die Band nach Europa, um Konzerte zusammen mit Godhead abzuhalten. Danach machte sich die Band auf zu den Aufnahmen zu ihrem dritten Album. Währenddessen erschien das dritte Musikvideo Hate, das in Uranium und in Headbangers Ball auf MTV 2 ausgestrahlt wurde. Anfang 2005 folgte die DVD Fearing the Exist, die Live-Auftritte aus dem Jahr 2003 in den USA und Europa enthielt. Die DVD enthielt auch das Konzert, auf dem Zane in der Luft schwebend sang. Im März desselben Jahres schloss sich dann mit The Sound That Ends Creation das nächste Studioalbum an. Neben Zane und dem Gitarristen Quirin bestand die Band aus dem Bassisten Dirt und dem Schlagzeuger Preston Nash. Im Januar 2005 war jedoch Berzerk Kirk, Bruder von Tripp Eisen, als Schlagzeuger zur Band gekommen. Die ersten 4.000 Kopien des Albums enthielten als Bonus die DVD The Creation of Sound und das von Zane geschriebene Gedichtbuch Release and Demise. Der Tonträger wurde unter der Leitung von Wade Norton (Static-X) in den NRG Studios aufgenommen. Im Februar ging die Band auf eine Tour durch Nordamerika zusammen mit Bile und Pitbull Daycare. Von April bis Juni ging es zusammen mit Paradise Lost auf Europatournee. Dabei spielte beide Gruppen auch zusammen mit Orphaned Land in München. Im Juni begann dann eine Tour durch Nordamerika zusammen mit Brand New Sin und Scum of the Earth. 2005 trat die Band auch außerdem auf dem Download-Festival auf. Im Jahr 2006 trat Gitarrist Quirin Revolting Cocks bei. Im März 2006 unterzeichnete die Band einen Vertrag bei Crash Music, Inc., worüber im selben Jahr das Album The Years of Spiritual Dissent erschien. Im Mai kam Gitarrist Atron (u. a. Prong) als neues Mitglied zur Band, ehe im April 2009 Mike Greenfield als Ersatz zur Band kam. Jedoch verließ auch Greenfield die Band Anfang Juni wieder. 2011 erschien A Journey from Exile, wobei mittlerweile Sin Quirin als Gitarrist zur Band zurückgekehrt war. Im Januar 2017 wurde der Einstieg von Maxxxwell Carlisle als neuer Gitarrist verkündet.

## Stil
Laut laut.de spielt die Band auf Slacker Jesus eine Mischung aus Nu- und Industrial-Metal und beschrieb die Musik als eine Mischung aus Marilyn Manson und Korn. In ihrer Rezension zu Exit Through Fear gab Melanie Aschenbrenner vom Metal Hammer an, dass die Band zwischen Nine Inch Nails, White Zombie und Marilyn Manson anzusiedeln sei. Lieder wie Everyone Dies und Hate würden an Ministry und Slipknot erinnern. Auf The Sound That Ends Creation sei Society 1 laut Elmar Salmutter vom Metal Hammer mit White Zombie, Marilyn Manson, Minstry und Fear Factory vergleichbar. Zudem würden auch geringe Einflüsse aus Gothic- und Alternative-Rock einfließen.

## Diskografie
- 1999: Slacker Jesus (Album, Inzane Records)
- 2003: Exit Through Fear (Album, Earache Records)
- 2005: Fearing the Exit (DVD, Earache Records)
- 2005: The Sound That Ends Creation (Album, Earache Records)
- 2006: The Years of Spiritual Dissent (Album, Crash Music, Inc.)
- 2008: Live and Raw (Live-Album, Inzane Records)
- 2011: A Journey from Exile (Album, Inzane Records)